# Casa editrice Calambac

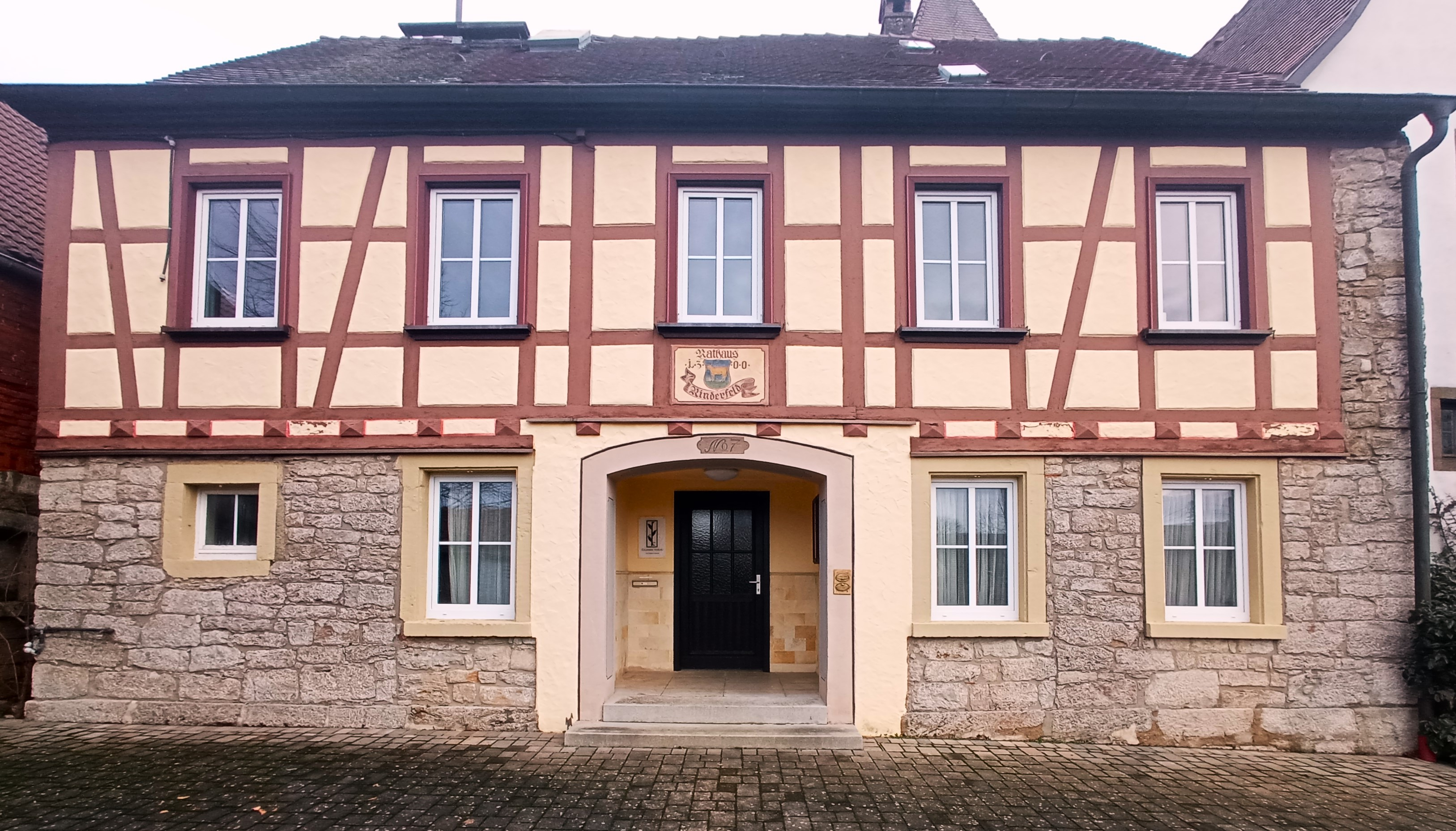
Edificio editoriale

Calambac è una casa editrice tedesca di narrativa, poesia, saggi e letteratura grafica fondata nel 2011 e con sede a Niederstetten.

## Storia
L'editrice Elena Moreno Sobrino, originaria di Madrid, ha studiato filosofia, tedesco, lingue romanze e traduzione presso le università di Berlino, Saarbrücken, Valladolid e Parigi. Dopo molti anni di insegnamento e traduzione, ha fondato la casa editrice Calambac, inizialmente con sede a Saarbrücken, prima di trasferirsi nello storico municipio di Rinderfeld a Niederstetten nel novembre 2023.

## Nome e sigillo
Il termine francese calambac, anche calambour, si riferisce al legno del paradiso o dell'aquila, la cui preziosa fragranza è associata alla decadenza. Il suo omofono francese calembour significa calambour in tedesco. Sulla base di questo gioco di parole, l'idea alla base del nome della casa editrice è la distribuzione di letteratura ben invecchiata che ha sviluppato la sua qualità grazie a un processo di maturazione.
Il logo dell'editore è stato progettato sulla base di una stampa grafica di Charles Francis Annesley Voysey.

## Programma di pubblicazione
La casa editrice è stata fondata con l'intento di pubblicare testi di autori rinomati dal Medioevo alla metà del XX secolo. secolo e di arricchirlo graficamente. Con questo spirito, le opere dimenticate e ingiustamente trascurate dovrebbero essere riportate “alla vita letteraria” e rese accessibili al pubblico dei lettori.

### Calambac Classica
La serie Calambac Classica è l'ultima novità della casa editrice Calambac. In questa edizione in lingua tedesca compaiono antologie di nuova compilazione, come quelle della poetessa Emmy Ball-Hennings, poesie, romanzi e racconti scelti di autori come Robert Musil, Ludwig Rubiner ed Elisabeth Janstein.

### Calambac Bilingua
La collana Calambac Bilingua pubblica testi bilingui, principalmente in prima traduzione, di scrittrici poco conosciute nei paesi di lingua tedesca, come Florencia Pinar, Constance Fenimore Woolson, Sophie de Ségur e Violet Paget, tra le altre, ma anche da rinomati saggisti come Ernest Renan o Paul Gsell.

### Calambac Trilingua
La serie Calambac Trilingua presenta letture trilingue che mettono a confronto la versione originale con il tedesco e una terza lingua, prevalentemente francese, inglese e spagnolo. Scrittori appena scoperti all'estero, come l'autore francese Amable Tastu, tradotto in tedesco e spagnolo da Elena Moreno Sobrino, vengono presentati per la prima volta in traduzione tedesca. Scrittori affermati come H.G. Wells o autori come Germaine de Staël vengono pubblicati in edizioni riviste.

### Calambac Grafica
Le poesie illustrate pubblicate nella collana Calambac Grafica sono il fiore all'occhiello della casa editrice. A partire dalla poesia espressionista di Hugo Ball, l'edizione include ora una serie selezionata di haiku . Qui si possono trovare parolieri come Sugita Hisajo e poeti come Masaoka Shiki, Yosa Buson e Kobayashi Issa, tra gli altri. L'approccio progettuale tipico dell'editore, che interpreta graficamente ogni verso, è chiamato Graphic Lyric o Graphic Lyric Poetry.

## Varie
Dal 2018 Calambac Verlag è l'editore ospite tedesco alla Walfer Bicherdeeg, la Fiera del libro del Lussemburgo.
La casa editrice organizza regolarmente letture in tedesco e francese in collaborazione con le librerie tedesche e francesi.